# Transparência e Translucidez
No campo da óptica, transparência é a propriedade física de permitir que a luz passe através do material sem ser dispersado. Em uma escala macroscópica (uma em que as dimensões investigadas são muito, muito maior do que o comprimento de onda dos fotões em questão), os fotões pode ser dito a seguir a Lei de Snell. Translucidez é um super-conjunto de transparência: permite a passagem de luz, mas não necessariamente (novamente, na escala macroscópica) segue a Lei de Snell; os fotões pode ser dispersado em qualquer uma das duas interfaces, onde existe uma mudança no índice de refracção, ou internamente. Em outras palavras, um meio translúcido permite o transporte de luz, enquanto um meio transparente não só permite o transporte de luz, mas permite a formação da imagem. A propriedade oposto da translucência é opacidade. materiais transparentes aparecem claras, com a aparência geral de uma cor, ou qualquer combinação que conduz a um espectro brilhante de todas as cores.
Quando a luz encontra um material, que pode interagir com ele de várias maneiras diferentes. Estas interacções dependem do comprimento de onda da luz e da natureza do material. Fótons interagem com um objeto por alguma combinação de reflexão, absorção e transmissão. Alguns materiais, tais como vidro de placa e água limpa, transmitir a maior parte da luz que incide sobre eles e reflectir pouco dele; tais materiais são chamados opticamente transparente. Muitos líquidos e soluções aquosas são altamente transparente. Ausência de defeitos estruturais (vazios, fissuras, etc.) e estrutura molecular da maioria dos líquidos são os principais responsáveis pela excelente transmissão óptica.
Os materiais que não transmitam luz são chamados opaco. Muitas dessas substâncias tem uma composição química, que inclui o que são referidos como centros de absorção. Muitas substâncias são seletivas em sua absorção das frequências de luz branca. Eles absorvem certas partes do espectro visível, enquanto refletindo outros. As frequências do espectro que não são absorvidas ou são refletidos de volta ou transmitida para nossa observação física. Isto é o que dá origem a cor. A atenuação da luz de todas as frequências e comprimentos de onda é devido aos mecanismos combinados de absorção e de dispersão. [1]
Transparência pode fornecer camuflagem quase perfeito para animais capazes de alcançá-lo. Isto é mais fácil na água do mar pouco iluminada ou turva do que em uma boa iluminação. Muitos animais marinhos, como águas-vivas são altamente transparente.